# Landesschüler*innenvertretung NRW
Die Landesschüler*innenvertretung Nordrhein-Westfalen (kurz LSV NRW) ist ein 1975 gegründeter Zusammenschluss von Schülervertretungen und versteht sich als Interessenvertretung der etwa 2,5 Millionen Schüler in Nordrhein-Westfalen. Sie ging aus der SMV-NRW hervor. Grundlage ihrer Arbeit sind das nordrhein-westfälische Schulgesetz, die Satzung der LSV NRW sowie ihr Grundsatzprogramm.

## Geschichte
Unter dem Motto „Wir scheißen auf eure Demokratie!“ veranstaltete die LSV 1996 ein Demokratiecamp. 120 Schüler nahmen an dem Camp teil. Das Camp wurde mit Mitteln des Bildungsministeriums finanziert. Die CDU und das Bildungsministerium kritisierten das Camp.
Am 13. März 2024 organisierte die LSV NRW einen landesweiten Bildungsprotest. In elf Städten protestierten mehrere tausend Menschen für die Forderungen der LSV.

## Aufgaben
Vorrangige Aufgabe der landesweiten Schülervertretungsarbeit (durch die LSV) ist die Unterstützung und Vernetzung der regionalen Schülervertretungsarbeit (durch die BSVen). Nebst diesem Wirkungsbereich trägt die LSV als schulpolitische Interessenvertretung gegenüber dem Ministerium für Schule und Bildung und Förderin der Basisarbeit zur Erfüllung der ihr durch das Schulgesetz anvertrauten Aufgaben bei.

## Struktur und Organe
Die LSV Nordrhein-Westfalen ist eine Vertretung für alle Schularten, also von 2796 Grundschulen, 624 Gymnasien, 370 Realschulen, 366 Gesamtschulen, 360 Berufskollegs, 159 Hauptschulen, 112 Sekundarschulen und 610 weiterer Schulen verschiedener Schulformen, also insgesamt von 5397 Schulen.
Sie besteht aus folgenden Organen:
- Landesdelegiertenkonferenz
- Landesvorstand
- Landessekretariat
- Landesverbindungslehrer
- Finanzausschuss

Die Landesdelegiertenkonferenz (kurz: LDK) ist das oberste beschlussfassende Gremium der LSV Nordrhein-Westfalen. Sie beschließt die Richtlinien der LSV und entscheidet endgültig über alle ihre Angelegenheiten. Auf der LDK sind die Delegierten der Bezirksschülervertretungen (BSV) stimmberechtigt, wobei jeder BSV pro angefangene 15.000 Schüler im Bezirk ein Mandat übertragen wird. Die LDK tagt i. d. R. dreimal im Jahr für jeweils drei Tage.
Die Bezirksschülervertretungen sind die Zusammenschlüsse der Schüler in den Kreisen oder kreisfreien Städten. Bei den Sitzungen der Bezirksschülervertretungen, auch als Bezirksdelegiertenkonferenz genannt, haben die einzelnen Schulen i. d. R. je angefangene 250 Schüler einen Delegierten. Die BDKen wählen einen Vorstand und eine Landesdelegation, die die BSV auf Landesebene vertritt.
Der Landesvorstand besteht aus bis zu zehn von der LDK gewählten Schülern, wovon mindestens fünf weiblich sein müssen. Dazu kann der Landesvorstand weitere Schüler zur Unterstützung seiner Arbeit kooptieren.
Das Landessekretariat unterstützt den Landesvorstand bei seiner Arbeit und betreut die Geschäftsstelle der LSV NRW in Düsseldorf. Die Landesverbindungslehrer haben innerhalb des Verbandes beratende Funktion.
Der Finanzausschuss (Eigenname: LandesschülerInnenvertretung Nordrhein-Westfalen – Der Finanzausschuß e. V.) ist ein eigenständiger Verein, der die Finanzen der Landesschülervertretung NRW verwaltet. Mitglied im Finanzausschuss sind die 10 Landesvorstandsmitglieder, bis zu vier Landesverbindungslehrer und bis zu zwei weitere, von der LDK gewählte, Schüler. Der Finanzausschuss wählt eine Geschäftsführung (Vorstand des Vereins im Sinne des Vereinsrechts). Diese besteht aus zwei Schülern und zwei Lehrern.
Die Landesschüler*innenvertretung Nordrhein-Westfalen ist kein Mitgliedsland der Bundesschülerkonferenz.